# تشابان (أوتش هاتشا)
تشابان (بالفارسية: چاپان) هي منطقة سكنية تقع في إيران في قسم أوتش هاتشا الریفي. يقدر عدد سكانها بـ 323 نسمة .